# Enter Sandman

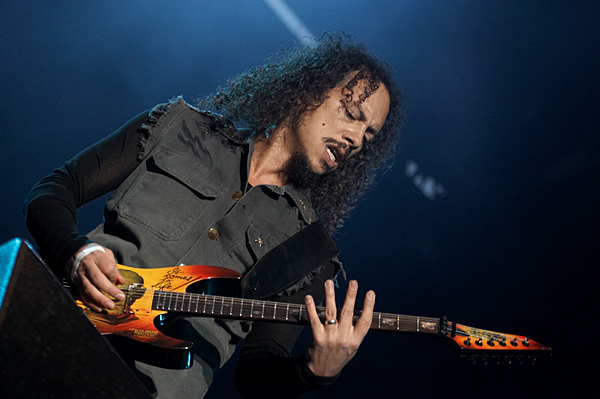
Kirk Hammett har skrivit riffet till Enter Sandman

"Enter Sandman" är en låt av det amerikanska thrash metal-bandet Metallica. Det är första låten på deras självbetitlade album Metallica, (ofta kallat The Black Album med anledning av det helsvarta omslaget), utgivet 1991. Låten var även den första singeln från albumet. Den producerades av Bob Rock, och musiken skrevs av bandmedlemmarna Kirk Hammett, Lars Ulrich, och James Hetfield. Texten skrevs av sångaren Hetfield och handlar om mardrömmar.
Låten har hyllats av kritiker och singeln uppnådde amerikansk guldcertifiering med över 500 000 sålda exemplar i USA.

## Skrivandet och inspelningen
Enter Sandman var den första låt som Metallica skrev till sitt självbetitlade album som utkom 1991. Den skrevs främst av sångaren James Hetfield och trumslagaren Lars Ulrich som dock fick hjälp och idéer av de andra bandmedlemmarna, Kirk Hammett och Jason Newsted. Enter Sandman och ett antal andra spår till "Black Album" skrevs i Ulrichs studio i Berkeley, Kalifornien.
Låten utvecklades från ett riff som Kirk Hammett skrivit. I vanliga fall brukar sångaren James Hetfield stå för riffet. Den första versionen av riffet var bara två takter långt, vilket är mycket ovanligt. Ulrich föreslog att den första takten skulle spelas tre gånger och den andra takten endast var fjärde gång, vilket de alla tyckte blev betydligt bättre. Musiken var snabbt klar, däremot tog det lång tid innan texten var färdigskriven. Enter Sandman blev en av de allra sista låtarna på albumet att bli slutförda. Sångtexten i den version som släpptes och är känd av allmänheten, är inte heller originaltexten. Hetfield ansåg att Enter Sandman lät "för svängig och lite för kommersiell". Därför skrevs en text som enligt Hetfield "stod i strid" med riffet och gav en tuffare låt. Den ursprungliga texten handlade om att "förstöra den perfekta familjen" och allvarliga hemligheter inom en familj. Några delar av texten hänvisade även till spädbarnsdöd. Producenten Bob Rock och trummisen Lars Ulrich var dock inte nöjda, och för första gången i Metallicas historia sa de åt Hetfield att han borde kunna skriva bättre texter. Enligt Lars Ulrich, var det dock solklart redan innan texten överhuvudtaget fanns, att låten skulle utgöra grunden för den nya skivan.
En instrumental demo spelades in den 13 september, 1990. Albumet Metallica spelades in mellan oktober 1990 och juni 1991, mestadels i "One on One Studios" i Los Angeles. Hetfield, Ulrich och Bob Rock tillbringade tid i Vancouver, Kanada mellan april och maj 1991 där de också arbetade med inspelningen. Eftersom albumet var det första att produceras av Bob Rock skilde sig inspelningstekniken avsevärt mot tidigare Metallica-album. Rock föreslog bland annat att de skulle spela tillsammans vid inspelningen, istället för separat.
Enter Sandman hade vad Hetfield beskrev som en "vägg av gitarrer", vilket innebar tre rytmgitarr-spår med samma riff spelat av honom själv, för att skapa en "vägg av ljud". Enligt ljudteknikern Randy Staub, gjordes nära 50 tagningar av trummorna eftersom Ulrich hade svårt att spela hela låtarna som han nu ombads, och fortfarande föredrog att spela in bit för bit. Eftersom det var svårt att på en inspelning få den intensitet som medlemmarna i Metallica ville ha, valde man ut några av flera olika inspelningar och redigerade ihop dem. Staub har sagt att produktionsteamet tillbringade mycket tid på att få det perfekta ljudet från varje liten hörna av studion. Man använder ca 40-50 mikrofoner för att få bästa möjliga ljud från gitarrer och trummor, delvis för att simulera ljudet från en livekonsert. Elbasen fick en större betydelse i och med samarbetet med Bob Rock, och basisten Jason Newsted har sagt att "Metallica's musik var tidigare kraftig gitarrbetonad" och att "när Rock kom in i bilden, kom också basspelandet in i bilden på ett helt annat sätt". Devil's Dance, ett spår från albumet ReLoad, 1997, har ett intro som nästan enbart består av basspelande. Enter Sandman, som blev den första singeln från albumet blev då också den första att mixas, något som tog hela 10 dagar, eftersom man var tvungna att skapa ljudet för hela albumet, under tiden man mixade låten.

## Låtskrivande
Albumet Metallica innehåller många enkelt uppbyggda sånger, till skillnad från det föregående albumet ...And Justice for All, och "Enter Sandman" är en av dessa. Lars Ulrich beskrev "Enter Sandman" som en "en-riffs låt", i vilken alla delar av låten spelas till huvudriffet som gitarristen Kirk Hammett skrev.
Enter Sandman går på 123 taktslag per minut i fem minuter och trettiotvå sekunder vilket, är strax över genomsnittslängden för låtarna på albumet. Låten börjar med ett rent intro följt av ett mildare e-ackord på en gitarr, med en wah-wah-pedal som sedan byggs på av ett allt mer intensivt trummande och distgitarrer. Huvudriffet tar sin början efter 56 sekunder och utnyttjar då variationer av E/B♭ tritonus.
Låten följer en vanlig struktur inom populärmusik, det vill säga en vers som spelas två gånger, förrefräng och uppbyggnad mot refrängen, innan denna träder in efter 1 minut och 34 sekunder. Hetfield påbörjar sången efter det 1 minut och 10 sekunder långa introt. På förrefrängen och refrängen modulerar sången en sekund upp till F#.. Efter den första upprepningen av refrängen påbörjar Kirk Hammett sitt gitarrsolo, där förrefräng och refräng-riffet fortfarande spelas i bakgrunden. Hammett använder bland annat wah-wah-pedalen och en stor mängd skalor, bland annat pentatonisk skala, b moll, f# moll och e moll. Efter solot kommer en breakdown, i vilken det rena gitarrintrot och ett visst trummande hörs tillsammans med Hetfield som lär ett barn nattbönen Now I Lay Me Down To Sleep. Efteråt rabblar Hetfield upp delar av vaggvisan Hush, Little Baby där han sjunger "Hush little baby don't say a word, and never mind that noise you heard. It's just the beasts under your bed, in your closet, in your head". Efter att låten bygger upp igen mot den kommande refrängen börjar volymen stegvis att minska samtidigt som bandet spelar samma riff som i introt, i omvänd ordning. Textmässigt handlar låten om "mardrömmar och allt som följer med dem" enligt Chris True från Allmusic. Låttiteln hänvisar till John Blund, (även ofta kallad "Sandman" eller "Sandmannen" på andra språk) som är en karaktär i den västerländska folkkulturen som gör så att barn sover.

## Låten släpps
Från början var det tänkt att låten "Holier Than Thou" skulle bli öppningsspår och första singel från albumet Metallica;. Enligt dokumentärfilmen A Year and a Half in the Life of Metallica sade skivproducenten Bob Rock till Lars Ulrich och James Hetfield att det nya albumet har "fem eller sex sånger som kommer att bli klassiker", inte bara bland fans utan även bland allmänheten. I dokumentären nämns även att första låten som skulle släppas som singel skulle vara "Holier Than Thou". Enligt Rock var Ulrich den ende i bandet, som kände redan innan albumet släpptes att "Enter Sandman" skulle vara den naturliga första singeln. Så efter att Ulrich förklarat sin synpunkt för resten av bandet blev Enter Sandman förstaspår och första singel från albumet.
Singeln släpptes den 29 juli 1991, två veckor innan albumet släpptes. Låten har sedan dess nått första plats på många listor över hela världen och 15 miljoner exemplar av albumet Metallica har sålts över hela jordklotet, vilket lett till att "Enter Sandman" blivit, som Chris Tune beskrivit det, "En av de mest välkända låtarna genom rockhistorien". Singeln nådde plats 16 på den amerikanska topplistan US Hot 100 och en femte plats på den brittiska listan UK Singles Chart. Den 30 september 1991 blev "Enter Sandman" den andra av Metallicas singlar att certifieras med en guldskiva i USA vilket betyder att singeln hade sålt mer än 500 000 exemplar, bara i USA. 1992 blev låten Grammy-nominerad för bästa rocklåt. Man förlorade dock knappt och priset gick istället till Sting och låten "The Soul Cages". Dock vann albumet Metallica en Grammy Award för bästa metalprestation.

### Mottagande
Enter Sandman hyllades av kritiker. Chris Tune från Allmusic beskrev "Enter Sandman" som "en av Metallicas bästa stunder" och "en storm av hårdrock på storscensnivå som aldrig ger vika efter att ha byggts upp i introt". Enligt honom användes bland annat nattbönerna på ett bra sätt och gav en skräckfilmsaspekt åt låten. Steve Huey, också han från Allmusic skrev i en recension av albumet Metallica att den "hårda, avskalade och svängiga" Enter Sandman var en av albumets bästa låtar. Robert Palmer från tidskriften Rolling Stone beskrev något ironiskt "Enter Sandman" som "Förmodligen den första metal-vaggvisan". Han skrev också att låten säger en hel del om hur hela albumet låter.

## Listplaceringar
| Listor (1991)                          | Högsta placering |
| -------------------------------------- | ---------------- |
| Norska singellistan                    | 1                |
| Kanadensiska singellistan              | 1                |
| Brittiska singellistan                 | 5                |
| Australiska singellistan               | 10               |
| Schweiziska singellistan               | 11               |
| Svenska singellistan                   | 14               |
| U.S.A Billboard Hot 100                | 16               |
| U.S.A Billboard Mainstream Rock Tracks | 10               |
| Lista (2006)                           | Högsta placering |
| U.S.A Billboard Hot Digital Songs      | 55               |

## Format och låtlistor
USA singel
1. "Enter Sandman" (Kirk Hammett, James Hetfield, Lars Ulrich)
2. "Stone Cold Crazy" (Freddie Mercury, Brian May, John Deacon, Roger Taylor)

Storbritannien 12" singel
1. "Enter Sandman" (Hammett, Hetfield, Ulrich)
2. "Stone Cold Crazy" (Mercury, May, Deacon, Taylor)
3. "Holier Than Thou" (Work in Progress) (Hetfield, Ulrich)
4. "Enter Sandman" (Demo) (Hammett, Hetfield, Ulrich)

Storbritannien singel
1. "Enter Sandman" (Hammett, Hetfield, Ulrich)
2. "Stone Cold Crazy" (Mercury, May, Deacon, Taylor)
3. "Enter Sandman" (Demo) (Hammett, Hetfield, Ulrich)

## Medverkande
- James Hetfield: rytmgitarr, sång
- Kirk Hammett:  sologitarr
- Jason Newsted: elbas
- Lars Ulrich: trummor
- Bob Rock: producent
- Randy Staub: ljudtekniker